# Kolomenszkojei Mennybemenetel templom
A Moszkva melletti Kolomenszkoje falu és környéke évszázadokon át a moszkvai nagyfejedelmek, illetve a cári család birtoka volt. A 16. században emelt Mennybemenetel templom (vagy Feltámadás templom) közelében a cárok nyári rezidenciája állt, melynek fából épült palotáját lebontották, csak néhány kőépülete maradt fenn. Helyén a 20. században múzeum létesült, a falu eltűnt, a területet Moszkvához csatolták. Kolomenszkoje hírnevét ma jórészt a Mennybemenetel templom őrzi, melyet 1994-ben felvettek az UNESCO világörökség listájára.
Az 1532-ben felszentelt templomot III. Vaszilij moszkvai nagyfejedelem építtette fia, a régóta várt trónörökös – a későbbi Rettegett Iván – születésének emlékére. A mészkőből és téglából emelt épület lényegében egyetlen magasra nyúló torony. Ez a fennmaradt legkorábbi és legtökéletesebb, sátortetővel fedett orosz kőtemplom, amely hatással volt az ortodox egyházi építészet fejlődésére. Megépítése szakítást jelentett az addigi bizánci stílussal, amelyre a kupola volt jellemző, és helyette a régi orosz fatemplomok meredek tornyú, sátortetős megoldását alkalmazta.
A centrális elrendezésű, görög kereszt alaprajzú épület megemelt talapzaton áll, az erre épült galériára fedett lépcsősorok vezetnek fel. A talapzatról emelkedik magasba a nyolcszögű templomtest, majd a szintén nyolcszögű, gúla alakú sátortető, tetején kis kilátóval. Veszély esetén az őrök onnan tudtak fényjelzéseket adni, hiszen az épület a Moszkvát védő őrtoronyrendszer része volt. A templombelső területe szokatlanul kicsi, magassága azonban eléri a 40 m-t, a tornyot tartó falak vastagsága pedig a 3 m-t. 
A 62 m magas templom a Moszkva folyó partja fölötti dombra épült, elkészültekor Moszkva legmagasabb épülete volt. Arányai, egyszerűsége, az ég felé emelkedést hangsúlyozó külső dekoratív elemei miatt joggal tekintik a középkori orosz templomépítészet egyik remekművének.
A templom eredeti berendezései, ikonosztáza, freskói az évszázadok alatt megsemmisültek. Maga az épület – a szükséges kisebb javításoktól eltekintve,  például 1735-ben egy vihar után vagy 1786-ban – lényegében sértetlenül maradt fenn, átépítésére nem került sor. Ez volt az egyik feltétele annak, hogy a kolomenszkojei Mennybemenetel templomot felvegyék a világörökségi listára. 2001-ben részletes tervet dolgoztak ki a templom tudományos felmérésére és a konzerváló munkák elvégzésére. Ez a munka jelenleg is tart.